# Kennards

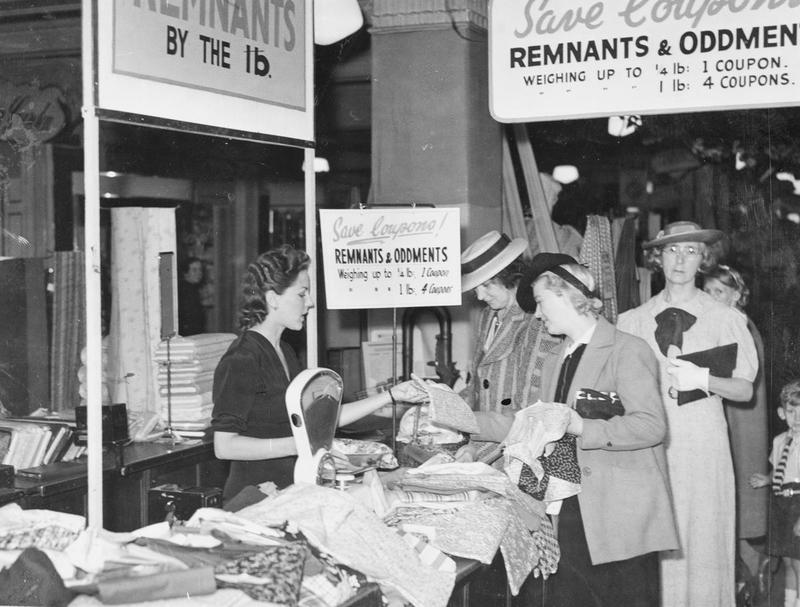
In de winkel van Kennards werden tijdens de Tweede Wereldoorlog restanten per pond werd.

Kennards was een kleine warenhuisketen die werd opgericht in 1853, gebaseerd op het principe van de verkoop van betrouwbare goederen tegen lage winstmarges. Het belangrijkste filiaal in Croydon viel op door de ramen die over de volledige breedte van de winkel liepen. De winkel werd in 1928 door Debenhams gekocht, maar kreeg pas in 1973 een nieuwe naam. De oorspronkelijke winkel werd afgebroken, nadat de locatie werd verkocht voor de ontwikkeling van het nieuwe Drummond Centre in de jaren 1980. De nieuwe winkel bevond zich op een deel van de oorspronkelijke grondstuk en was een van de ankerhuurders van het Drummond Centre. Het winkelcentrum werd later werd uitgebreid en omgedoopt tot Centrale. Het warenhuis bleef ankerhuurder van het centrum totdat Debenhams het sloot in 2020.

## Geschiedenis
Kennards werd in 1853 opgericht door William Kennard voor £ 100 in North End van Croydon. De winkel had binnen een jaar na opening 8.000 klanten bediend, wat werd toegeschreven aan de nieuwe treinstations die in het gebied waren geopend. Allders en Grants of Croydon waren de concurrenten.
In 1887 stierf William Kennard en het bedrijf werd omgedoopt tot Kennard Brothers en geleid door zijn zonen William & Arthur. Aan het begin van de 20e eeuw breidde de winkel zich uit en nam de lokale concurrent Messrs Buckworth over. Daarnaast werd een tweede filiaal geopend in Staines, wat een nieuwe concurrent met zich meebracht in het recht tegenover gelegen Johnson & Clarks. 
Twee van de unieke verkoopargumenten van de winkel waren het gebruik van ramen over de volledige lengte van de winkel, een uniek kenmerk in die tijd, en een arcade (toegevoegd in de jaren 1930) in de winkel die verschillende afdelingen met elkaar verbond en  waar producten van over de hele wereld werden tentoongesteld. 
In de jaren 1920 groeide het bedrijf opnieuw, waarbij gemotoriseerde bestelwagens de door paarden getrokken bestelwagens vervingen. De winkel werd herbouwd met een nieuwe ingang en een tweede verdieping. In 1928 werd een derde verdieping toegevoegd. In 1928 werd Kennards gekocht door de Drapery Trust rond de tijd dat Drapery Trust werd overgenomen door Debenhams. 
De winkel hield vast aan het principe van de oprichter van het verkopen van betrouwbare goederen tegen zeer lage winstmarges. Dit en het feit dat de winkel zich met zijn producten met name richtte op vrouwen, resulteerde erin dat de winkel populair was bij vrouwen uit de arbeidersklasse. 
De winkel stond bekend om de vele publiciteitsstunts. Na de oorlog ging het bedrijf echter achteruit en in 1973 werd het omgedoopt tot Debenhams. De oorspronkelijke Kennards-winkel in Croydon werd afgebroken en vervangen door een nieuwe Debenham-winkel. De sluiting van deze winkel werd aangekondigd in 2020, waarmee een einde kwam aan een periode van meer dan anderhalve eeuw van handel vanaf deze locatie als Kennards of zijn directe opvolger. 

## Publiciteit
Kennards was een van de eerste Britse bedrijven die reclameacties gebruikte om zijn goederen te verkopen. In de jaren 1920 introduceerde Kennards ponyrijden voor kinderen in de winkel; dit bleef lopen tot 1966. 
Het succes hiervan werd gevolgd door de opening van een kleine dierentuin. Dit herbergde oorspronkelijk enkele apen, een kameel, een pauw, enkele vogels en andere kleine dieren. Dit trok veel kinderen met hun ouders aan, dus besloten ze de dierentuin verder uit te breiden met meer exotische dieren. In 1930 werden twee leeuwen geïntroduceerd, samen met een hyena en een stekelvarken. Later kwam daar tijdelijk jachtluipaarden bij. Om de winkel nog meer bekendheid te geven, werden halverwege de jaren 1930 jachtluipaarden getoond in het restaurant van de winkel. De dierentuin sloot toen het gebouw werd gerenoveerd. 
De winkel was ook beroemd om zijn kerstgrot. Er vond een grote processie door de stad plaats, gevolgd door de opening van de grot met een grote gouden sleutel. De grot had een voorstelling met een kerstmanwerkplaats met echte elfen te zien. Een jaar beweerde Kennards de grootste kerstman ter wereld te hebben van bijna 300 kilo.